# آمپاسیمانوا
آمپاسیمانوا (به لاتین: Ampasimaneva) یک منطقهٔ مسکونی در ماداگاسکار است که در آلائوترا-مانگورو واقع شده‌است.